# Paphiopedilum spicerianum
Espèce
Statut de conservation UICN

 EN B2ab(ii,iii,v) : En danger
Paphiopedilum spicerianum est une espèce de plantes à fleurs de la famille des Orchidaceae et du genre Paphiopedilum originaire d'Asie.